# 화성성역의궤
```
《

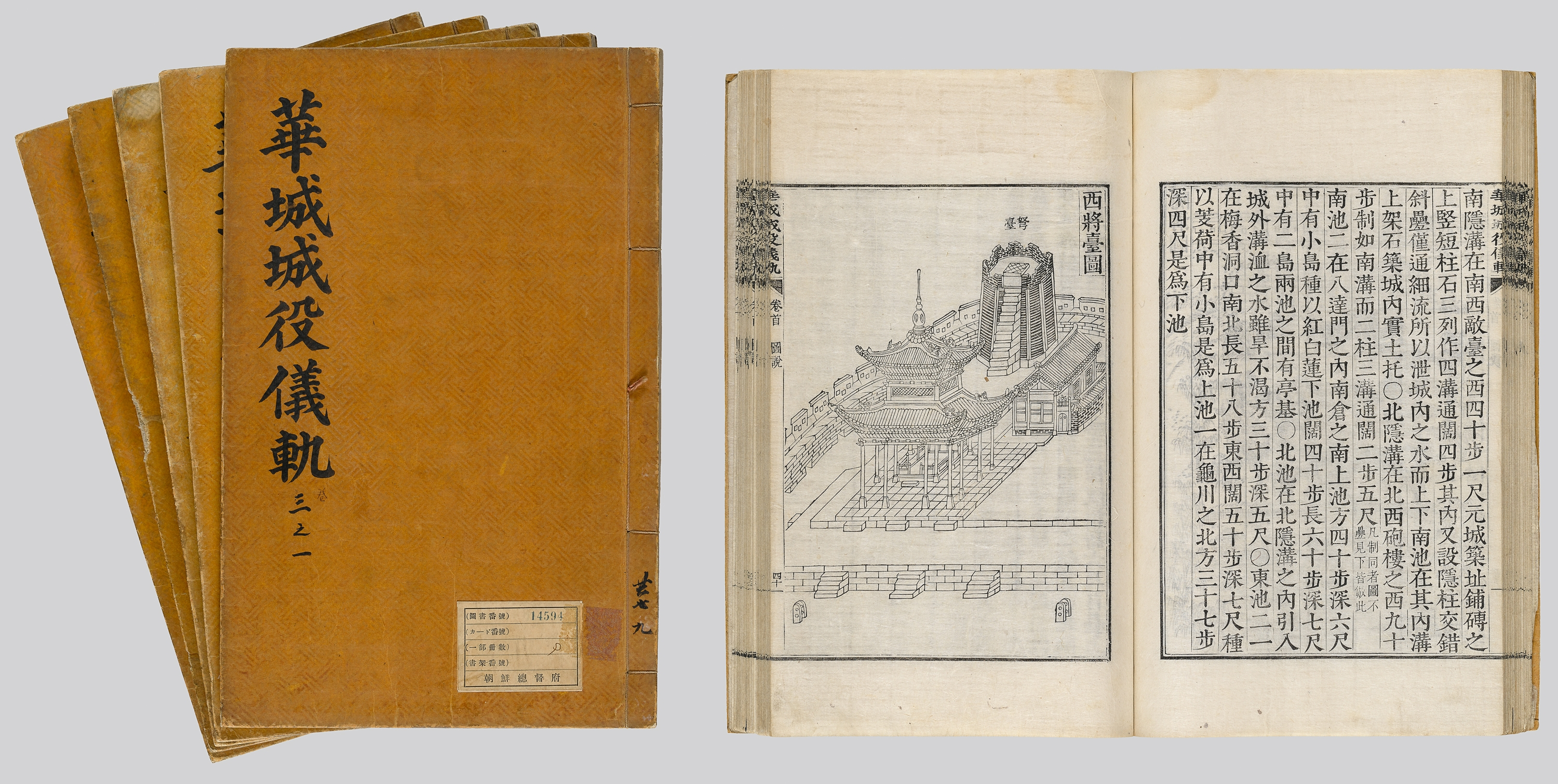
화성성역의궤
》(華城城役儀軌)는 
조선
 후기 
화성
 성곽 축조에 관한 경위와 제도, 의식 등을 수록한 책이다. 
조선 순조
 1년(
1801년
) 9월에 발간되었다.
```

## 개요
정조 18년(1794년) 1월부터 20년(1796년)(2년) 8월까지, 수원 화성 성곽을 축조한 내용을 기록한 것이다. 화성 성곽은 원래 10년 예정의 계획을 세웠으나 정조가 팔달산(八達山)에 올라 몸소 지시한 축성의 방략인 어제성화주략(御製城華籌略)에 따라 착공되어 32개월 만인 정조 20년(1796년) 완성되었다. {화성성역의궤} 는 《원행을묘정리의궤》와 마찬가지로 활자본 의궤로써 활자본으로 다수 간행하여 유포하였다.
화성 성역 공사에는 87만여 냥이 조달되었고, 대부분의 물자와 노동력 조달에 값을 지불하였다. 《화성성역의궤》는 이때의 재정 조달과 지출 내역을 모두 기록하였는데, 공사에 들어간 물품의 수량과 단가, 장인들에게 지급한 급료까지 하나하나 기록하여 당시 경제를 이해하는데 중요한 자료이다. 또한 많은 의궤가 장인의 명단을 수록하고 있지만 본 의궤는 더 나아가 그들의 거주 지역, 근무일수, 담당 작업 등까지도 세세히 기록하여 자세한 정보를 제공한다.
영건의궤 가운데 가장 풍부한 내용을 수록하고 있는 의궤이며, 성역 공사를 기록한 유일한 의궤이기도 하다. 또한 성곽을 구성하는 각종 문루, 노대(弩臺), 치성(雉城), 포루(砲樓) 등의 모습과 건설 방식을 알려 준다. 또 거중기, 설마(雪馬) 등 각종 기계의 도면과 해설을 싣고 있어 당대의 운반수단과 도구 등을 이해하는데 도움이 된다. 그리고 각종 건축 용어들이 이두로 표기되어 국어사 연구에도 중요한 자료이다.

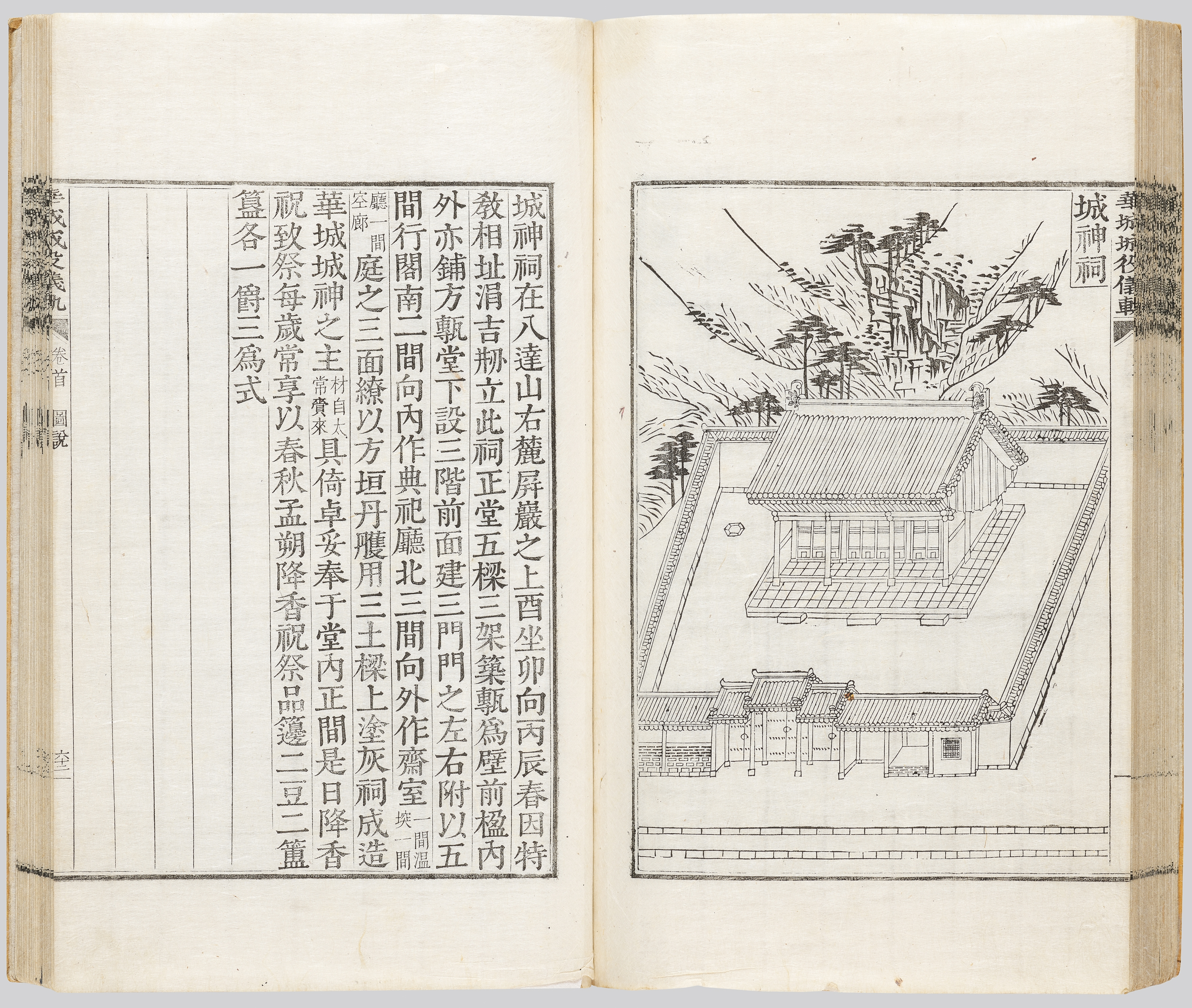
그림과 함께 상세히 기록되어 있다.

## 간행
본 의궤가 간행된 때는 순조 1년(1801년) 9월이다. 화성 건설은 정조에게 자신의 정치 구상을 펼치는 동시에 정치적 위상을 과시하는 매우 중요한 사업이었기 때문에 관련 내용을 기록한 의궤도 대량 제작하여 중외에 유포하고자 활자로 인쇄하도록 하였다.
사업 직후 화성에서 등본의궤(謄本儀軌) 편찬에 착수하였고, 이를 윤삭하여 초고를 작성하였다. 그 사이에 《원행을묘정리의궤》가 만들어지자 이에 맞추어 편제를 수정하는 작업을 하였고 정조 24년(1800년) 간행 작업에 들어갔으나 정조의 서거로 중단되었다. 순조 1년 8월에 다시 간행 명령이 내려져 9월에 정리자본(整理字本)으로 간행되었다. 의궤 편찬 담당자는 처음 편찬에는 당상에 수원부 유수 조심태(趙心泰), 도청에 통제사 이유경(李儒敬), 장악원정 홍원섭(洪元燮) 등이 참여하였다. 감인(監印) 작업은 각신 검교직제학 이만수(李晩秀), 검교직각 심상규(沈象奎), 당상에 행호군 이서구(李書九), 낭청에 규장각 직각 김근순(金近淳) 등등 참여하였다

## 내용
1책은 범례(凡例)·총목(總目)·권수(卷首)로 구성되어 있다. 범례는 다른 의궤에는 없는 내용이다. 의궤 편찬에 우여곡절이 있었던 만큼 편찬 원칙과 과정을 간략히 설명하였다.『원행을묘정리의궤』의 편찬 원칙에 맞추어 의궤를 수정하였으며, 원편에 성역 과정을 싣고, 부편에 행궁 역사에 대해서 실었음을 밝혔다. 권1에 어제성화주략(御製城華籌略), 권2에 어제(御製) · 어사(御射) 등을 실어 성역과 의궤 편찬이 정조의 의지에 의한 것임을 드러내고 있다.
권수에는 시일(時日)·좌목(座目)·도설(圖說)이 실려 있다. 시일은 행사의 주요 날짜를 기록한 것으로 성역의 진행 일정을 일목요연하게 보여준다. 추택일시(推擇日時)라는 항목으로 주요 일정을 뽑고, 각항일자(各項日字)에서 좀 더 자세한 일정을 제시하였다. 시일에 따르면 1794년 정월 초7일 묘시 돌을 뜨는 일로부터 공사를 시작하여 1796년 9월 10일 역사를 마쳤다.
좌목은 성역소좌목(城役所座目)·의궤좌목(儀軌座目)·감인좌목(監印座目)으로 구성되었다. 성역소 좌목에 따르면 성역의 담당자는 총리대신에 영중추부사 채제공(蔡濟恭), 감동당상(監董堂上)에 행부사직 조심태(趙心泰), 도청에 행부호군 이유경, 책응도청(策應都廳)에 수원부판관 김노성(金魯成) 등이다. 의궤 좌목에 따르면 의궤 편찬 담당자는 당상에 수원부유수 조심태, 도청에 통제사 이유경, 장악원정 홍원섭 등이다. 감인 좌목에 따르면 인간(印刊) 담당자는 각신 검교직제학 이만수, 검교직각 심상규 등이다.
권수에 실린 도설은 화성전도(華城全圖)를 비롯하여 각 건물·부속품·기계·도구 등의 도면을 제시하고 설명을 붙였다.
2책은 목록(目錄) 어제성화주략(御製城華籌略)·전교(傳敎)·윤음(綸音)·유지(有旨)·전령(傳令)·연설(筵說)·계사(啓辭)로 구성되어 있다. 어제성화주략은 정약용의 축성안을 토대로 정조가 재정리한 것인데, 화성 건설의 기본계획서라고 할 수 있다. 여기에는 성의 둘레, 높이, 재료, 호참(濠塹), 축기(築基), 벌석(伐石), 치도(治道) 등이 항목별로 설명되어 있다. 전교·윤음·유지·전령은 성역 관련한 왕의 명령이 실려 있다. 연설은 성역 관련으로 국왕과 신하가 논의한 내용이다. 계사는 수원유수 조심태, 총리대신 채제공 등의 성역에 대한 건의에 대해 국왕이 답변한 내용이다.
3책은 목록·어제·어사·반사(頒賜)·호궤(犒饋)·상전(賞典)·의주(儀註, 부조식附操式)·절목(節目)·고유문(告由文, 부축문附祝文)·상량문(上樑文)·비문(碑文)으로 구성되어 있다. 어제는 정조가 행행할 할 때 지은 7수의 시, 어사는 정조의 활쏘기에 대한 기록이다. 호궤는 총 11회에 걸쳐 성역 참여자에게 내린 음식에 대해 기록되어 있다. 상전은 총 8회에 걸친 시상 내역이다. 1796년 성역이 끝난 후 위로는 수원부 판관으로부터 아래로는 장인에 이르기까지 유공자들에게 차등을 두고 시상하였다. 의주는 개기, 상량문 봉안, 대호궤, 성신사 봉안 때의 의식과 왕이 서장대에 친림하여 행한 군사훈련 의식인 성조식과 야간훈련인 야조식의 절차를 기록하였다. 절목은 행궁과 성상(城上) 파수 절목, 성상·루(樓)·포(鋪)의 기계와 군사배치, 행행시의 파수군사 배치 절목, 수성청 운영에 관한 절목, 근오읍군병합속절목(近五邑軍兵合屬節目)이 부기되어 있다. 정조는 현륭원을 건설한 지 2년 뒤인 1781년 장용영을 수원에 설치하였는데, 1798년 이를 더욱 강화하여 수원부와 인근 5읍의 군대를 합하여 1만 3천여 명의 군사로 장악위를 조직하였다. 다음에는 고유문, 상량문, 비문을 수록하였다. 비문은 김종수가 지은 화성기적비문(1797)을 수록한 것인데, 성역의 주역이 정조 자신이라는 것과 성역의 재원이 왕실의 사재에서 나와 국가 재정과 민력에 손상을 주지 않으려 했다는 것이 강조되었다.
4책은 목록·장계(狀啓)·별단(別單)·이문(移文)으로 구성되어 있다. 장계와 별단은 왕에게 올린 문서이고 이문은 다른 관청에 보낸 문서이다. 내용은 주로 물자의 분정, 생산, 운송에 관한 것이다.
5책은 목록·내관·감결·품목(稟目)·사목(事目)·식례(式例, 부준소附準折)·공장(工匠)으로 구성되어 있다. 내관은 다른 관청에서 받은 문서이고, 감결은 지시 공문이고 품목은 상부 기관에 올린 보고서이다. 주로 물자의 분정, 생산, 운송에 관한 것이다. 사목과 식례는 인원, 삭료(朔料), 가격 등에 관한 규정을 담고 있다.
6책과 7책은 재용(財用) 관련 내용이다. 성역 사업에 소요된 물품의 수량과 사용 내역, 단가를 적은 것으로서 당시의 물가와 성역 경비를 이해하는데 도움을 준다.
8 ·9책 부편(附編)은 행궁 관련 기록이다. 부편1은 목록·행궁(行宮)·공해(公廨)·단묘(壇廟)·정거(亭渠)·역관(驛館)으로 구성되었다. 행궁의 주요 건축물의 규모와 위치를 소개하였다. 부편 2는 목록·전교·연설·계사·어제·어사·절목·고유문·상량문·장계·별단·이문·내관·감결로서 행궁 건설과 관련된 왕의 명령, 신하들이 왕에게 올린 문서, 관청 사이에 오고간 문서, 기타 고유문 등이 실렸다. 부편 3은 목록·재용으로 구성되었다. 행궁 건설에 들어간 실입을 기록하였다.

## 문화재 지정
2016년 5월 3일 대한민국의 보물로 지정되었다.
| 종별                           | 보관처                         | 연번 | 제작시기 | 권   | 책  | 관리번호           |
| ------------------------------ | ------------------------------ | ---- | -------- | ---- | --- | ------------------ |
| 조선왕조의궤 (보물 제1901-1호) | 서울대학교 규장각 한국학연구원 | 572  | 1801년   | 10권 | 9책 | 규14590            |
| 조선왕조의궤 (보물 제1901-7호) | 국립중앙박물관                 | 1    | 1801년   | 10권 | 9책 | 신수20000          |
| 조선왕조의궤 (보물 제1901-8호) | 연세대학교                     | 1    | 1801년   | 10권 | 9책 | 728.81 화성성 1～4 |